# Чемпионат Ленинграда по шахматам 1941
Чемпионат Ленинграда по шахматам 1941 года — шахматный турнир, проводившийся в ноябре — декабре в блокадном Ленинграде.
13 ноября 1941 года и. о. председателя городского Комитета по физической культуре и спорту Забелин утвердил положение «Положение о шахматном чемпионате Ленинграда 1941 года», в оргбюро вошли пять человек: Виталий Чеховер (председатель), Николай Новотельнов (ответственный секретарь), Григорий Равинский, Абрам Модель и Самуил Вайнштейн.
В чемпионате должны были приняли участие мастера СССР Романовский, Рабинович, Чеховер, Лисицын, Равинский, а также кандидаты в мастера СССР — Новотельнов, Бельчиков, Скляров, Бер, Модель. Но принять участие в турнире смогли не все — на старт вышли восемь шахматистов: Г. М. Лисицын, А. Я. Модель, И. Л. Рабинович, Г. И. Равинский, В. А. Чеховер, Е. С. Столяр, Н. А. Новотельнов, Д. С. Райхер.
Главным судьей чемпионата был Самуил Осипович Вайнштейн.
Туры проводились в зданиях исторического факультета ЛГУ, Дворца культуры имени Кирова, где в то время были размещены госпитали, а также в Военно-медицинской и Артиллерийской академиях.
После каждого тура по просьбе раненых красноармейцев кто-то из участников турнира давал сеанс одновременной игры.
После 6-го тура, который игрался в госпитале при Военно-медицинской академии, турнир был остановлен и не возобновлялся.
Турнирная таблица и партии турнира не сохранились. Таблица соревнований с результатами двух первых туров были позже найдены в архиве Моделя. Известно, что на момент прекращения соревнований лидировали Н. А. Новотельнов (4½ очка из 6 возможных) и А. Я. Модель (4 очка из 6).